# Izvirna pridobitev lastninske pravice
Izvirna pridobitev lastninske pravice je pridobitev ne glede na voljo prejšnjega lastnika.

## Na znanih stvareh

### Zakon
določa pogoje pod katerim ugasne pravica prejšnjega lastnika in nastane pravica novega. Najbolj pogosto gre za priposestvovanje tj. daljšo dobroverno posest stvari. Premičnine se priposestvuje 3 leta, nepremičnine 10 let. Na zemljiščih se dejstvo posesti lahko razteza le na del tujega zemljišča.

### Odločbadržavnega organa
spori, pri katerih se ugotavlja nova meja. Teorija govori o gradnji čez mejo, kjer sodišče, če povrnitev v prejšnje stanje ni možna, tehta med določitvijo nove meje ali odmero primerne odškodnine

## Na novih stvareh
- Okupacija - z okupacijopridobi lastnino na premičnini brez lastnika tisti, ki stvar vzame z namenom, da si jo prilasti
- Najdba - najditelj premično stvar najde, o njej obvesti lastnika ali policijo. Ob neznatni vrednosti jo lahko ohrani, lastnina postane v letu dni od odkritja ali prijave predmeta policiji
  - Najdba zaklada - stvar večje vrednosti, skrita dalj časa zaradi česar ni več možno najti lastnika
- Prirast - premičnina postane del nepremičnine
- Spojitev - premičnine se tako spojijo, da postanejo sestavina enotne premičnine
- Pomešanje - premičnine različnih lastnikov se tako pomešajo ali zlijejo, da jih ni več možno ločiti ali so z ločitvijo povezani nesorazmerni stroški
- Izdelava nove premičnine - kdor iz materiala izdela novo premičnino
- Ločitev plodov